# Crescent Bay
Die Crescent Bay (englisch für Halbmondbucht) ist eine Bucht der Herzog-von-York-Insel in der Robertson Bay im nördlichen Viktorialand in Antarktika.
Teilnehmer der britischen Southern-Cross-Expedition (1898–1900) unter der Leitung des norwegischen Polarforschers Carsten Egeberg Borchgrevink kartierten sie und benannten sie deskriptiv. Die Bucht ist Standort einer Kolonie von Adeliepinguinen.